# 马来酸二甲酯
马来酸二甲酯（英語：Dimethyl maleate），化学名顺丁烯二酸二甲酯或(Z)-丁烯二酸二甲酯，分子式C6H8O4，是一分子马来酸与两分子甲醇形成的二酯，可由马来酸酐与甲醇合成，先在硫酸催化下发生亲核酰基取代反应形成单酯，再进行Fischer酯化反应形成二酯。